# Tommy Dorfman
Martin Thomas Curran “Tommy” Dorfman (Atlanta, 13 maggio 1992) è un'attrice statunitense, nota principalmente per il ruolo di Ryan Shaver nella serie Netflix Tredici e per aver fatto qualche comparsa in Insatiable .

## Biografia
Tommy Dorfman è nata e cresciuta ad Atlanta.
Nel 2015 si è laureata nel programma di teatro alla Fordham University. L'anno seguente è stata scelta per interpretare Ryan Shaver nella serie TV Netflix Tredici.
Nel 2017 ha disegnato una linea di moda con ASOS e, nell'ottobre dello stesso anno le è stato assegnato dal GLAAD il Rising Star Award.
È inoltre presente nel cast della seconda stagione di Insatiable, interpretando il personaggio di Jonathan.

### Vita privata
Dopo essersi dichiarata pubblicamente queer, il 12 novembre 2016 Dorfman ha sposato il suo fidanzato Peter Zurkuhlen. Nel novembre 2017 ha venduto la sua casa di Brooklyn per $1.5 milioni.
Nel luglio 2021 ha annunciato di essere una donna transgender, affermando di non voler cambiare il nome ma di usare i pronomi femminili da oltre un anno.

## Filmografia

### Cinema
- Sharp Stick, regia di Lena Dunham (2022)

### Televisione
- Tredici (13 Reasons Why) – serie TV, 17 episodi (2017-2020)
- Jane the Virgin – serie TV, 8 episodi (2019)
- Insatiable – serie TV, episodi 2x6-2x7 (2019)
- Love, Victor – serie TV, episodio 1x08 (2020)
- L'amore ai tempi del corona (Love in the Time of Corona) – miniserie TV, 4 episodi (2020)

## Doppiatori italiani
Nelle versioni in italiano dei suoi film e serie televisive, Tommy Dorfman è stata doppiata da:
- Simone Lupinacci in Tredici, L'amore ai tempi del corona